# Supercoppa italiana 2011 (calcio femminile)
La Supercoppa italiana 2011 di calcio femminile si è disputata sabato 10 settembre 2011 allo stadio Italo Nicoletti di Riccione. La sfida ha visto contrapposte la Torres, vincitrice della Serie A 2010-2011 e detentore della Coppa Italia 2010-2011, e il Graphistudio Tavagnacco, finalista della Coppa Italia 2010-2011.
A conquistare il titolo è stata la Torres che ha vinto per 2-1 con una doppietta di Patrizia Panico nella prima mezz'ora di gioco, mentre per il Tavagnacco è andata a segno Paola Brumana sul finire del primo tempo.

## Tabellino
| Arbitro: | Colinucci (Cesena) |

|                |           |             |
| Panico 16’ 26’ | Marcatori | 46’ Brumana |

| Torres | Tavagnacco |

### Formazioni
| Torres          |    |                     |     |
|                 |    |                     |     |
| P               | 1  | Arianna Criscione   |     |
| D               | 8  | Martina Cortesi     |     |
| D               | 2  | Raffaella Manieri   |     |
| D               | 21 | Giorgia Motta       |     |
| D               | 5  | Elisabetta Tona (c) |     |
| C               | 10 | Alessia Fadda       | 65’ |
| C               | 11 | Sandy Iannella      |     |
| C               | 22 | Sandy Maendly       |     |
| C               | 4  | Daniela Stracchi    |     |
| A               | 6  | Silvia Fuselli      |     |
| A               | 9  | Patrizia Panico     |     |
| A disposizione: |    |                     |     |
| P               | 12 | Alice Pignagnoli    |     |
| D               | 18 | Valentina Valenti   |     |
| D               | 7  | Fabiana Costi       |     |
| C               | 17 | Antonella Morra     | 65’ |
| C               | 19 | Fiorella Carboni    |     |
| A               | 20 | Veronica Maglia     |     |
| Allenatore:     |    |                     |     |
| Salvatore Arca  |    |                     |     |

| Tavagnacco      |    |                    |     |     |
|                 |    |                    |     |     |
| P               | 1  | Chiara Marchitelli |     |     |
| D               | 2  | Michela Martinelli |     |     |
| D               | 3  | Gioia Masia        |     |     |
| D               | 4  | Michela Rodella    |     |     |
| C               | 5  | Maria Sorvillo     |     |     |
| C               | 6  | Elisa Camporese    |     |     |
| C               | 7  | Alice Parisi       | 69’ |     |
| C               | 8  | Penelope Riboldi   |     |     |
| C               | 9  | Alessia Tuttino    |     |     |
| A               | 10 | Paola Brumana      |     |     |
| A               | 11 | Ilaria Mauro       |     |     |
| A disposizione: |    |                    |     |     |
| P               | 12 | Sabrina Tasselli   |     |     |
| D               | 13 | Nenè Nhaga Bissoli |     |     |
| D               | 14 | Stefania Donà      |     |     |
| C               | 15 | Laura Tommasella   |     |     |
| A               | 16 | Sara Di Filippo    |     | 69’ |
| A               | 17 | Tatiana Bonetti    |     |     |
| Allenatore:     |    |                    |     |     |
| Marco Rossi     |    |                    |     |     |